# مكتب الأمم المتحدة للحد من مخاطر الكوارث
أنشئ مكتب الأمم المتحدة للحد من مخاطر الكوارث (UNDRR) في ديسمبر 1999 لضمان تنفيذ الاستراتيجية الدولية للحد من الكوارث (قرار الجمعية العامة (الجمعية العامة) 54/219 ).
و هو جزء من الأمانة العامة للأمم المتحدة وهو يدعم تنفيذ واستعراض إطار عمل سينداي للحد من مخاطر الكوارث الذي اعتمده المؤتمر العالمي الثالث للأمم المتحدة للحد من مخاطر الكوارث في سينداي، اليابان. إطار سينداي هو نهج طوعي مدته 15 عامًا يركز على الناس للحد من مخاطر الكوارث، خلف إطار 2005-2015.
ترتكز رؤيته على أولويات العمل الأربعة المنصوص عليها في إطار سينداي.
يرأسه الممثل الخاص للأمم المتحدة للأمين العام للحد من مخاطر الكوارث (SRSG) ولديه أكثر من 100 موظف في مقره في جنيف، سويسرا، 5 مكاتب إقليمية (إفريقيا: نيروبي، الأمريكتان: مدينة بنما، العربية الدول: القاهرة، آسيا والمحيط الهادئ: بانكوك وأوروبا: بروكسل) وغيرها من الوجود الميداني في أديس أبابا، ألماتي، بون، إنتشون، كوبي، نيويورك - مقر الأمم المتحدة، ريو دي جانيرو وسوفا.
ينسق الجهود الدولية في مجال الحد من مخاطر الكوارث (DRR) ويقدم تقريراً عن تنفيذ إطار سينداي للحد من مخاطر الكوارث. وهي تعقد المنصة العالمية التي تعقد كل سنتين للحد من مخاطر الكوارث.
في 1 أيار (مايو) 2019، غير مكتب الأمم المتحدة للحد من مخاطر الكوارث رسمياً اختصاره إلى UNDRR (من UNISDR) ليعكس اسمه بشكل أفضل. لم يتم تغيير الاسم المختصر السابق لأن المكتب كان يطلق عليه «الاستراتيجية الدولية للحد من مخاطر الكوارث» (انظر التاريخ أدناه).